# A szellemi tulajdon világnapja
A Szellemi Tulajdon Világnapja a Szellemi Tulajdon Világszervezete kezdeményezésére minden év  április 26-án megrendezett világnap.
A világnap mottója évről évre változó.

## Története
A világnapot az ENSZ Szellemi Tulajdon Világszervezete (WIPO) 2000-ben tartott 26. ülésszakának határozata alapján, először 2001. április 26-án ünnepelték meg. Azóta a világnap megünnepelése Magyarországon is rendszeressé vált. 

## Magyarországon
Magyarországon minden évben ezen a napon adja át a Szellemi Tulajdon Nemzeti Hivatala elnöke a Millenniumi díjat.
2018-ban Millenniumi díjban részesült  az alkotó magyar hölgyek projektje a Szellemi Tulajdon Világnapja alkalmából, amelynek idei mottója: „A változás előmozdítói: kreatív és innovatív nők.” Az  átadott díjjal a magyar művészeti és technológiai kultúra örökségének ápolásában, közvetítésében és védelmében jeleskedő intézményeket, valamint innovatív projekteket és társaságokat tüntetett ki a Szellemi Tulajdon Nemzeti Hivatala elnöke. Az eseményen a megnyitó beszédet  Varga Mihály nemzetgazdasági miniszter tartotta.